# Morcha
Morcha est un terme utilisé dans le sikhisme pour désigner un  mouvement populaire, pacifique et démocratique qui s'est formé pour un combat, une lutte spécifique. Morcha vient du perse murchah ou murchall qui se traduit par « fortification, retranchement ». Il a commencé à être utilisé pour désigner le mouvement de libération des temples sikhs dans les années 1920 afin d'éloigner les propriétaires de ceux-ci, corrompus. L'élan créé par cette lutte populaire a été tel que le mot morcha est venu s'inscrire dans le vocabulaire courant sur le sous-continent indien et a été repris. Par exemple, ce soulèvement de masse afin d'établir des droits justes a continué avec le Chabian da Morcha afin de récupérer les trésors emportés par les Britanniques du Temple  d'Or. Le terme est devenu si courant que des partis politiques comme des mouvements locaux du peuple pour défendre les droits du citoyen emploient de nos jours désormais ce terme.